# グローリー・デイズ/夢見る頃はいつも
『グローリー・デイズ/夢見る頃はいつも』（原題:Younger and Younger）は、1992年製作のアメリカ映画。日本では劇場未公開｡

## 概説
『バグダッド・カフェ』のパーシー・アドロンがメガホンを撮ったラブ・ストーリー。

## スタッフ
- 製作：エレオノール・アドロン
- 製作・監督・脚本：パーシー・アドロン
- 脚本：フェリックス・アドロン
- 撮影：ベルント・ハインル
- 音楽：ハンス・ジマー

## キャスト
- ブレンダン・フレイザー
- ドナルド・サザーランド
- ジュリー・デルピー
- ロリータ・ダヴィドヴィッチ
- リンダ・ハント
- サリー・ケラーマン